# Otto Seifert (Mediziner)
Heinrich Wilhelm Otto Seifert (* 1853 in Bimbach; † 1933) war ein deutscher Internist, Dermatologe, Hals-, Nasen- und Ohrenarzt und Professor an der Universität Würzburg.

## Leben
Während seines Studiums in Erlangen wurde der in Unterfranken als Sohn eines Pfarrers geborene Otto Seifert 1877 Mitglied der Burschenschaft der Bubenreuther. Er studierte Medizin in Erlangen und Würzburg, wurde promoviert und habilitierte sich 1883 in Würzburg in Innerer Medizin. Nach seinem Staatsexamen gab er 1878 in Würzburg erste Studentenkurse in Dermatologie und Laryngoskopie. Er hatte seinen ersten Laryngoskopie-Kurs bereits 1876 bei Martin Herterich (1854–1913), Assistenzarzt von Carl Jakob Adolf Christian Gerhardt am Juliusspital, besucht. 1878/1879 ging Seifert nach Wien, um sich in der Rhino-Laryngologie und Otiatrie sowie in der Dermatovenerologie weiterzubilden. Anschließend ließ er sich in Sommerhausen bei Würzburg zunächst als praktischer Arzt nieder. Gerhardt bewarb Seifert und dieser nahm 1880 eine Assistentenstelle am Juliusspital an, wo Gerhardt schon ab 1858 den Kehlkopfspiegel (das Laryngoskop) für Untersuchungen eingesetzt hatte. und Seifert vom Sommersemester 1880 Lehrveranstaltungen mit Kehlkopfspiegelung leitete. Assistent Gerhardts war er von 1880 bis 1883.
Im Jahr 1883 habilitierte sich Seifert für Innere Medizin und eröffnete eine Privatpraxis für Nasen-, Rachen- und Kehlkopfkrankheiten. 1887 erhielt er als Nachfolger von Georg K. Matterstock (1847–1915) einen Lehrauftrag für Dermatovenerologie in Würzburg und 1888 wurde er Vorstand der Abteilung für Haut- und Geschlechtskrankheiten. Sie war nach dem Tod seines Vorgängers Franz von Rinecker (1811–1883) zurückgestuft worden und der Medizinischen Klinik unterstellt worden und war erst wieder ab 1907 eine selbständige Abteilung. Seifert, 1906 zum außerordentlichen Professor mit einem „Lehrauftrag für Haut- und Geschlechtskrankheiten sowie für Nasen- und Kehlkopfkrankheiten“ ernannt, hielt als Zweiter Oberarzt für die Dermatovenerologische Klinik von 1907 bis 1909 unter dem Ersten Oberarzt und Direktor der Medizinischen Klinik Wilhelm Olivier Leube unbezahlt Vorlesungen über Dermatologie, obwohl das nicht sein Hauptgebiet war. Assistenten Seiferts an der Klinik für Syphilis und Hautkrankheiten von 1907 bis 1909, die ab 1907 von der Medizinischen Klinik getrennt war, waren Hans Müller, Wilhelm Braunwart und Ludwig Hofmann. Seiferts Nachfolger in der Dermatologie wurde zum Sommersemester 1909 Karl Zieler (1874–1945), unter dem 1920 dann das Ordinariat für Haut- und Geschlechtskrankheiten entstand. Otto Seifert hatte sich für die Emanzipation des Hals-Nasen-Ohren-Heilkunde als eigenes Fachgebiet eingesetzt und in Würzburg eine eigenständige HNO-Poliklinik begründet. Im Jahr 1908 wurde ein Extraordinariat für HNO-Krankheiten geschaffen und Seifert außerordentlicher Professor dieses Fachgebiets. Das nun unbesetzte Extraordinariat für Dermatovenerologie wurde zunächst stellvertretend von dem Privatdozenten Hermann Lüdke übernommen, bevor Zieler es 1909 übernahm. 1919 wurde er emeritiert.
Mit seinem Freund Friedrich von Müller, der wie Seifert Assistent Gerhardts am Würzburger Juliusspital war, verfasste er auf Veranlassung Gerhardts das Taschenbuch der medizinisch-klinischen Diagnostik, zuerst erschienen 1886 und auch noch in der zweiten Hälfte des 20. Jahrhunderts ein Standardwerk darstellend.
Er war der Vater des Chirurgen Ernst Seifert (1938 bis 1942 Rektor der Universität Würzburg).

## Schriften (Auswahl)
- mit Friedrich Müller: Taschenbuch der medizinisch-klinischen Diagnostik. J. F. Bergmann, München 1886; 50. Auflage 1941; von 1942 (55. Auflage) bis 1966 (69. Auflage) hrsg. von Hans Kress von Kressenstein. Verlag von J. F. Bergmann, München 1966; 71. Auflage 1985.
- Rezepttaschenbuch für Kinderkrankheiten. 1891.
- Carl Gerhardt †. In: Centralblatt für Innere Medicin. Band 23/33 1902.
- Geschichte der Laryngologie in Würzburg. Kabitsch, Würzburg 1908.
- Die Nebenwirkungen der modernen Arzneimittel. 1915.